# Elise Fink
Elise Fink, geborene Tönjes (* 14. Juli 1863 in Habbrügge, Gemeinde Ganderkesee; † 20. August 1939 in Delmenhorst), war eine plattdeutsche Dichterin und Schriftstellerin.

## Leben
Fink ist in Habbrügge in der Gemeinde Ganderkesee unter plattdeutsch sprechenden Menschen aufgewachsen. Sie hat die dortige Schule besucht. 1888 heiratete sie den Maler Bernhard Fink. Beide lebten in Habbrügge, bis sie 1894 aus beruflichen Gründen nach Berlin-Köpenick zogen. 1899 kam die Familie zurück in ihre Heimat, 1900 bauten sie ein neues Haus an der Oldenburger Straße 103 in Delmenhorst.
Eine in Berlin abonnierte Zeitschrift war es, die Fink dazu veranlasste, Gedichte zu schreiben. Diese erschienen in hochdeutscher und plattdeutscher Sprache und wurden in Zeitschriften und Heimatkalendern veröffentlicht. Das bekannteste Werk von Fink dürfte die Erzählung De Brookklocken sein. Sie erzählt von Kuhglocken, die aus dem Hasbruch ertönen. Mit dieser plattdeutschen Erzählung gewann sie 1923 den ersten Preis bei einem Preisausschreiben vom Oldenburger Kring. Den Großteil ihrer Werke schrieb die Dichterin erst in den 1920er Jahren. In dieser Zeit war sie unter anderem auch als Autorin für das Delmenhorster Kreisblatt tätig.

## Ehrungen

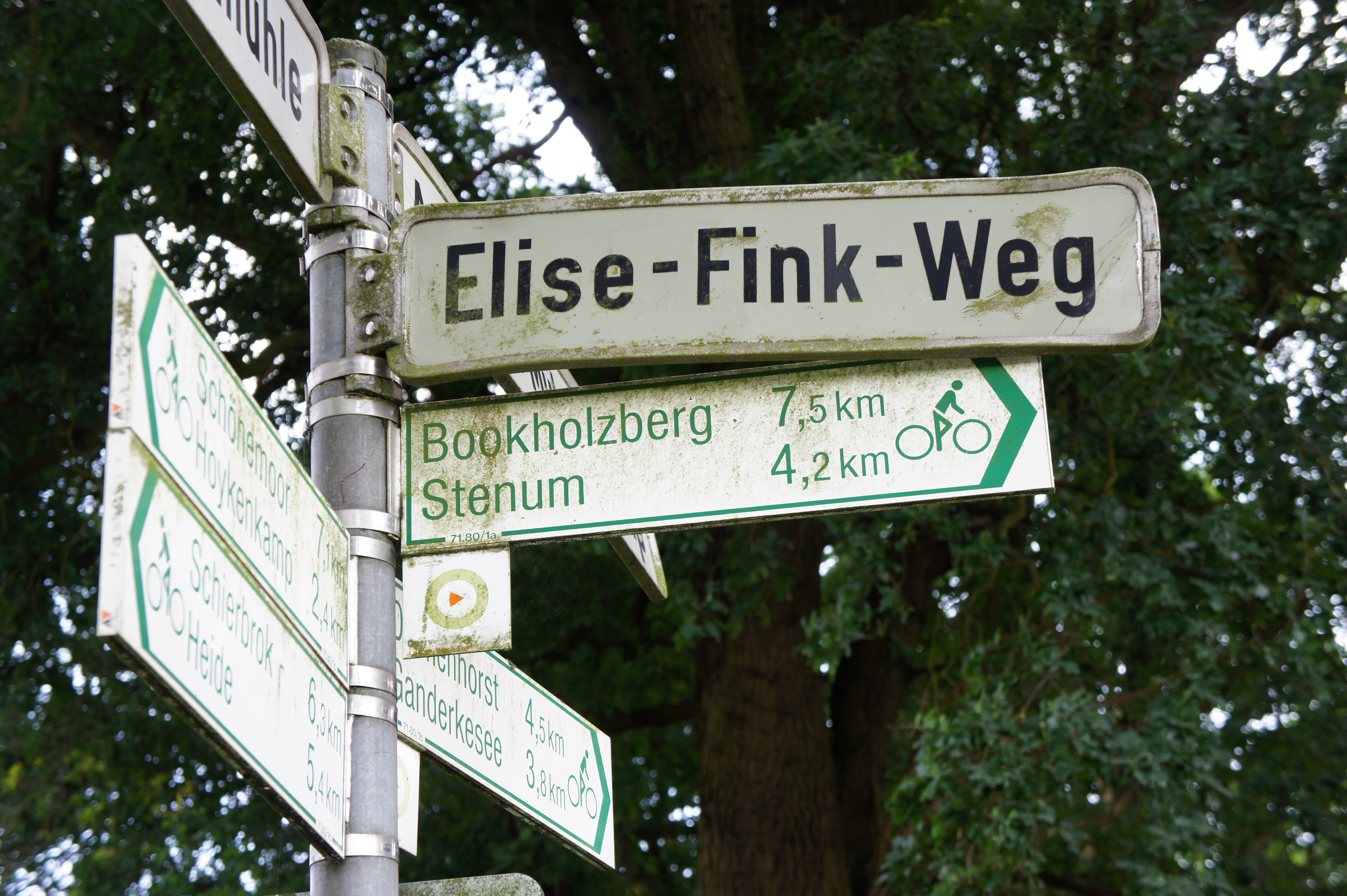
Elise-Fink-Weg in Ganderkesee

In Ganderkesee wurde der „Elise-Fink-Weg“ nach ihr benannt und im Hasbruch 1949 zu ihrem 10. Todestag eine Eiche auf den Namen „Elise-Fink-Eiche“ getauft.